# Matthijs Vink
Matteüs Antonius Egidius Pieter (Matthijs) Vink (Noordwijkerhout, 26 oktober 1981) is een Nederlands voormalig international en prof handbalspeler. 

## Biografie
Na zijn jeugdopleiding bij Northa ging Vink op zijn 15e naar Aalsmeer, daar werd hij 3x landskampioen, vanuit daar hij werd ontdekt door Valero Rivera, de meest succesvolle coach ooit van F.C Barcelona, hij begon in het tweede team van Barcelona, ze werden landelijk kampioen met een talentvolle ploeg met onder andere Victor Tomás. In zijn 2e seizoen speelde hij af en toe in het eerste van FC Barcelona en werd midden in het seizoen door diezelfde Valero Rivera naar CAI uit Zaragoza gehaald. Daar speelde hij voor Aragón, hij promoveerde voor 5000 toeschouwers naar de hoogste Spaanse divisie. Daarna ging Vink voor 2 jaar naar Villa de Aranda, daar kreeg hij de bijnaam 'loco' vink, dit was ook de naam van door de fans opgerichte peña (fanclub).
Na Aranda ging hij in 2007 opnieuw samenwerken met oud speler van FC Barcelona. De coach en voormalig beste speler in de wereld (in 1999) Rafael Guijosa haalde hem naar Alcobendas daar werd de Spaanse subtop behaald, in zijn laatste maanden speelde bij voor Toledo waar hij een zware oogblessure kreeg, na 2 operaties kwam zijn zicht terug, dit werd uitgebreid in de media behandeld.  
Na zijn herstel speelde hij nog 6 seizoenen voor Volendam, waar hij meerdere landstitels en andere prijzen won. Hij zette een punt achter zijn handbalcarrière bij Volendam in 2016. 
Hij won 6 landstitels, 3 benelux titels, 3 nationale bekers en 4 supercups gedurende zijn carrière. Tevens kwam hij tussen 2004 en 2014 in totaal 70 maal uit voor het nationale team.

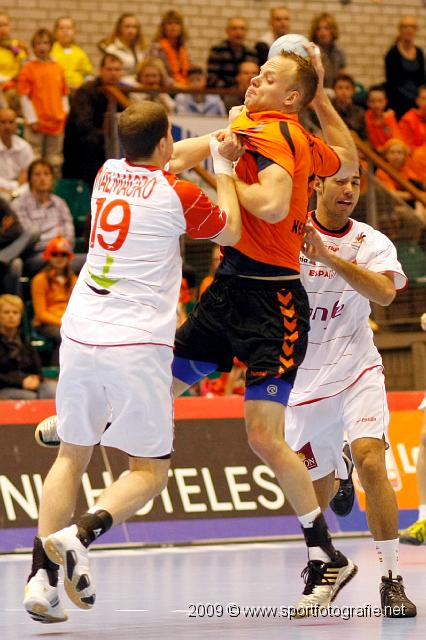
Matthijs Vink in actie tijdens de interland Nederland - Spanje

Na zijn spelerscarrière bleef Vink actief voor de Volendamse handbalclub, hij was al sinds 2011 commercieel manager en bekleedde deze positie ook na zijn spelerscarrière. 
Ook ging hij aan de slag als (assistent)-trainer/coach bij het damesteam van Foreholte. Hij promoveerde 2 maal met ze naar de eredivisie. In 2017 en 2025.